# CUS Torino Hockey
Il CUS Torino Hockey è una squadra di hockey su prato di Torino che milita nel campionato di Serie A Élite femminile. Nella stagione attuale, per il CUS Torino Hockey sono iscritte numerose categorie giovanili, sia maschili sia femminili, dall'Under 12 all'Under 20.

## Storia

### Nascita e albori
L'hockey su prato al CUS Torino nasce nell'ottobre del 1957 su iniziativa di un gruppo di studenti universitari che, in vista delle imminenti Olimpiadi di Roma 1960, vollero dedicarsi ad uno sport che li avrebbe potuti portare a coronare il “sogno Olimpico”.
Nacque così, un po' per caso, la sezione hockey del CUS Torino.
A novembre del 1957 iniziarono gli allenamenti nella palestra situata nel seminterrato del Collegio Universitario, in via Galliari 30. L'idea fu di Enzo Alfier, che divenne poi segretario della Federazione Italiana Hockey. Furono Luciano Cecca ed Enzo Alfier ad andare a Caselle a ritirare il materiale da gioco che ivi giaceva dopo che 4 anni prima si era sciolta la squadra dell'Aeronautica Militare di Torino. Sempre nel 1954 si era sciolta anche la squadra del Moncalvo, cosicché in Piemonte non c'erano più squadre di hockey.

### I primi campionati di Serie A
Nel marzo del 1958 il CUS Torino disputa la sua prima partita ufficiale nel campionato di Serie A, girone B, contro l'Hc Milan, uscendo sconfitta per 1-0. Il primo successo arriva nel match successivo contro il CSI Chiabrera, vinto 2-0 grazie alle reti di Sepia e Verduzio. Nello stesso anno, il CUS Torino vince la prima Coppa Ligure Piemontese, superando in finale Jolly HC vincendo 1-0 il match d'andata e 2-1 quello di ritorno.
Sin nel 1958 che nel 1959, il campionato del CUS Torino si ferma al girone eliminatorio. 
Nel 1960, i cussini superano la prima fase per poi cedere in semifinale al Bernini Savona per 1-0.
Anche l'anno successivo il CUS Torino accede alla seconda fase, strutturata in un girone di semifinale da cui viene eliminato.
Nel 1962 il CUS Torino chiude al sesto posto il campionato, cedendo nella finale per la quinta piazza finale al Philco Novara per 1-0.
La stagione 1963 vede i cussini protagonisti. Qualificati al girone finale a quattro squadre, i biancoblu chiudono terzi e lo scudetto non viene assegnato.
Nel 1964 il CUS Torino non riesce invece a qualificarsi per le fasi finali del campionato, mentre nel 1965 conclude nuovamente al terzo posto il girone finale a quattro squadre che assegna il titolo italiano.
Nel 1966 cambia ancora la formula del campionato e il CUS Torino cede in semifinale 2-0 contro l'MDA Roma, futuro campione d'Italia. Nella stessa stagione si gioca anche la prima edizione della Coppa Italia (non riconosciuta ufficialmente) e anche in questo caso i cussini si arrendono in semifinale all'MDA Roma per 4-0.
Anche nel 1967 il CUS Torino arriva fino alle semifinali scudetto ma in questa occasione è l'Amsicora a stoppare le ambizioni dei piemontesi, liquidando la pratica con un doppio 2-0 nelle due sfide in programma.
Nei due anni successivi , il CUS Torino disputa sempre il campionato di Serie A ma non riesce a qualificarsi per le finali mentre, nel 1970 e 1971, cambiata ancora la formula per l'assegnazione del titolo che non prevede più una fase finale ma proclama campione la squadra vincitrice del girone unico di Serie A, i cussini chiudono in entrambe le occasioni al quinto posto.

### I successi
Dopo un inizio basato sull'improvvisazione, negli anni seguenti si comincia a fare sul serio.
Arrivano a Torino i primi stranieri, tra cui alcuni giocatori della nazionale indiana (allora la più forte del mondo) e nel 1977 il CUS Torino vince il suo primo e finora unico scudetto su prato, per poi conquistare la Coppa Italia nel '94.
Nell'indoor invece, il CUS Torino ha un'ottima tradizione. Gli universitari vincono il primo campionato italiano ufficiale (1972) per poi ripetersi altre 4 volte ('77, '78, '80 e '98).
Il palmares cussino è arricchito anche da 16 allori giovanili, di cui 12 maschili e 6 femminile. A livello maschile la società torinese vanta infatti 2 scudetti Under 18 su prato ('83 e '94) e 5 indoor ('84, '94, '95, '99 e '00) 2 scudetti Under 16 su prato ('92 e '97) e 2 indoor ('90 e '98) e uno scudetto Under 14 su prato ('89). La sezione femminile ha invece trionfato in Under 14 indoor (2017), Under 21 indoor (’22, e ’23), Under 21 su prato (2022), Under 16 su prato (2022) e Under 18 indoor (2023).

### Scioglimento, rinascita e fusione
La storia della prima squadra maschile della sezione hockey su prato del Cus Torino si interrompe nella stagione 2007/08 quando, al termine di una sfortunata annata, la squadra retrocede in Serie A2 e viene fusa con il Rassemblement Piemontais de Hockey (che aveva fallito la promozione dalla serie B alla serie A2) a formare un'unica squadra, il Rassemblement Hockey Club. L'attività cussina prosegue però a livello giovanile e, nel 2016/17, il CUS Torino torna ad iscrivere una squadra senior, ripartendo dalla Serie B.
Al terzo anno, sfiora la promozione in A2, perdendo i play-off contro l'HC Eur ma in estate avviene la nuova fusione con il Rassemblement Hockey Club, che dà vita all'HCU Rassemblement Torino.

### Nascita del settore femminile
Il settore femminile nasce invece nel 1977, a seguito della conquista dello scudetto su prato da parte della squadra maschile. 
La volontà fu quella di creare una squadra che potesse disputare in breve tempo il campionato italiano senior e quindi si decise di reclutare ragazze di 16/17 anni che già praticavano sport a livello agonistico.
Il compito venne affidato alla professoressa di scienze motorie Laura Campari che, in breve tempo, mise in piedi una rosa di 13 atlete .
La squadra venne affidata a Kulwant Singh, giocatore della squadra maschile, per la preparazione tecnica e alla stessa Laura Campari per la preparazione atletica.
Negli anni successivi si alternarono diversi allenatori: Antonio Dattilo, giocatore della squadra maschile, Adriana Tibaldi, ex giocatrice della Lorenzoni Bra e più volte campionessa italiana prato e indoor, Maurizio Ponzio, giocatore delle Pagine Gialle Orange Boys Torino e Roberto Picco, allenatore della squadra maschile.
Il primo impegno della squadra femminile fu il torneo internazionale indoor di Padova del 1977 e da quel momento in avanti partecipò a tutti i campionati prato e indoor.
Nel 1983 il CUS Torino femminile vince il campionato sperimentale a 7 Under 20 .
Dopo un quinquennio da protagonista del campionato italiano su prato e indoor (2005/10) che ha visto le cussine più volte piazzate ma mai vincenti, nell'estate 2010 la prima squadra si scioglie.

### La rinascita negli anni '10
Con l'inizio stagione 2011/12 la squadra femminile riparte dalla Serie A2, con la guida tecnica affidata a Lyudmyla Vyhanyaylo e, al primo anno, chiude al terzo posto il girone A di Serie A2. L'anno successivo, le cussine chiudono al secondo posto il girone, conquistando l'accesso allo spareggio per un posto nei play-off promozione, spareggio che il CUS Torino perde 3-1 a Villafranca di Verona contro l'HT Bologna.
Nel 2013/14, le universitarie vincono il proprio girone di Serie A2, meritandosi un posto ai play-off dove però cedono 6-1 all'H. Cernusco, 3-0 al CUS Padova e pareggiano 1-1 contro l'HF Roma, terminando al quarto posto.
Negli anni successivi i risultati peggiorano. Terze nel girone eliminatorio nel 14/15 e quarte nel 15/16.
Nella stagione 2016/17 arriva un altro quarto posto nel girone eliminatorio di A2 ma la società biancoblu ha un nuovo exploit nel campionato indoor dove, grazie all'arrivo di giocatrici di livello come Maryna Vynohradova, Raquel Huertas, Agata Wybieralska(anche allenatrice del team) ed Eleonora Di Mauro, arriva fino alla finale scudetto, perdendo ai tempi supplementari contro il CUS Pisa per 4-3.
Nel 2017/18 arriva un quinto posto finale nel girone di A2 e l'anno successivo il CUS Torino chiude al 4º posto la prima fase, venendo ancora una volta estromessa dalla possibilità di giocare i play-off.
L'arrivo dell'ex nazionale italiana Sara Agrò e delle ex nazionali giovanili azzurre Sabrina Raimo e Ilaria Franco, nonché dell'italoargentina Catalina Costa dal Belgrano Athletic Club di Buenos Aires, danno al CUS Torino un nuovo slancio. In panchina siede l'ex tecnico del Valchisone, Rossano Laurenti, e le biancoblu chiudono il girone d'andata al primo posto. Il campionato viene però fermato causa Covid-19 e la società deve rinviare i sogni di gloria.

### Di nuovo in Serie A1
In estate cambia l'allenatore, con Andrea Lagori che prende il posto di Rossano Laurenti e la squadra si rinforza ulteriormente con gli arrivi della nazionale Sara Sorial in porta e delle due belghe Victoria Dubois e Helene Servais. Il 6 giugno 2021 il CUS Torino festeggia una nuova promozione in Serie A1. Dopo aver dominato il proprio girone, le cussine vincono anche i play-off, sconfiggendo in finale l'HP Milano 3-1 agli shoot-out, dopo lo 0-0 dei tempi regolamentari, grazie alle reti di Lyudmyla Vyhanyaylo, Chiara Di Bella ed Helene Servais.
Intanto il settore giovanile cresce nei numeri e nella qualità, portando in dote il primo scudetto al femminile (Under 14 indoor nel 2017) e con tanti piazzamenti in tutte le categoria, sia prato che indoor.
Nell'estate 2021 la prima squadra prende il nome di Torino Universitaria. Arrivano in biancoblu la stella della nazionale sudafricana Nomnikelo Veto, reduce dall'esperienza alle Olimpiadi di Tokio 2020, le ex nazionali italiane Florencia Nogueira e Lucia Fornari dal Club Universitario de Cordoba e la nordirlandese Pippa Best, mentre nel mese di dicembre, dall'HF Libertas San Saba Roma torna Amanda Wiecek. Il Torino Universitaria chiude al primo posto in campionato la prima parte di stagione e si qualifica per il Round 3 di Coppa Italia, eliminando l'HP Milano 2-1. Nel campionato indoor, invece, le universitarie perdono agli shoot out contro la Lorenzoni Bra la possibilità di accedere alle finali scudetto.

### Il periodo Èlite
La squadra termina il campionato al 2021-2022 al 5º posto e viene iscritta di diritto al campionato Serie A Élite. Nell'estate 2022 altro avvicendamento in panchina con Loris Perelli che subentra a Emanuel Falcioni. La squadra si rinforza con gli arrivi di Francisca Eschoyez dall'Amsicora e le argentine Carmela Briski e Paula Riachi. Il campionato prato si chiude al 5º posto mentre a indoor il Torino Universitaria ottiene la promozione in Elite superando agli spareggi Hc Riva, Lazio e Rogos.
La stagione 23/24 si apre con il quarto posto in Coppa Italia mentre a indoor, con una squadra rinforzata dalla catanese Eleonora Di Meuro e dalla nazionale azzurra Teresa Dalla Vittoria, le torinesi sfiorano lo scudetto, cedendo solo agli shoot out nella finale scudetto contro l'Hp Milano.
Prima dell'inizio del campionato prato nuovo avvicendamento in panchina, con Rizwan Muhammad che succede a Perelli. La rosa si arricchisce delle neozelandesi Analise Lockie e Olivia Mount e alla fine arriva un positivo quarto posto.
Ancora un cambio alla guida tecnica ad inizio 24/25. E' Agustin Ceballos il nuovo allenatore delle biancoblu. Rivoluzione anche nella rosa con gli addii di Francisca Eschoyez, Ilaria Franco, Noemi e Chiara Di Bella, Paula Riachi e le neozandesi Lockie e Mount. Arrivano però le azzurrine Rebecca Piccolo (dalla Lorenzoni Bra) e Ida Panieri (Dall'HT Bologna), la nazionale Under 21 cilena Trinidad Barrios Roccatagliata e le giovani italo argentine Lucia Farina, Martina Safronchik, Jimena Barrera, Isabella Santi e Victoria Cortes, oltre a Eleonora Di Mauro e Dalila Mirabella dal Valverde. In Coppa Italia le torinesi chiudono al terzo posto, sconfitte in semifinale da un uno-due micidiale della Lorenzoni Bra nel giro di un minuto.
Nel campionato indoor, invece, arriva un altro secondo posto. Le universitarie vengono ancora sconfitte nella finale scudetto, questa volta dalla neopromossa Amsicora che si impone 3-2.

## Albo d'oro

### Maschile e Femminile
- Scudetto: 7

1983, 1989, 1992, 1994, 1997, 2022, 2022
- Scudetto indoor: 16

1972, 1977, 1978, 1980, 1984, 1990, 1994, 1995, 1998 (x2), 1999, 2000, 2017, 2022, 2023 (x2)
- Coppa Italia: 1

1994

## Organico e staff 2024-2025

### Prima squadra femminile
| N° | Naz.              | Ruolo | Sportivo                  | Anno |  |  |
| -- | ----------------- | ----- | ------------------------- | ---- |  |  |
| 1  | Italia (bandiera) | P     | Ilaria Franco             | 1998 |  |  |
| 2  | Italia (bandiera) | D     | Giulia Casali             | 2006 |  |  |
| 3  | Italia (bandiera) | D     | Lyudmyla Vyhanyaylo       | 1980 |  |  |
| 4  | Italia (bandiera) | D     | Noemi Di Bella            | 2001 |  |  |
| 6  | Italia (bandiera) | C     | Catalina Costa (Capitano) | 1992 |  |  |
| 8  | Italia (bandiera) | D     | Silvia Caffaratti         | 2002 |  |  |
| 9  | Italia (bandiera) | A     | Monica Coggiola           | 2003 |  |  |
| 11 | Italia (bandiera) | D     | Chiara Di Bella           | 2003 |  |  |
| 16 | Italia (bandiera) | A     | Julieta Galli             | 1998 |  |  |
| 18 | Italia (bandiera) | D     | Sara Di Bella             | 2007 |  |  |
| 19 | Italia (bandiera) | D     | Isabella Betti Dall'Ava   | 1995 |  |  |
| 20 | Italia (bandiera) | C     | Maria Chiara Mulas        | 2003 |  |  |
| 21 | Italia (bandiera) | D     | Sasha Griglio             | 2001 |  |  |
| 22 | Italia (bandiera) | C     | Marta Palazzo             | 2006 |  |  |
| 23 | Italia (bandiera) | A     | Alessia Giuliana          | 2007 |  |  |
| 28 | Italia (bandiera) | C     | Giulia Bosco              | 2005 |  |  |
| 29 | Italia (bandiera) | C     | Giorgia Chiariello        | 2006 |  |  |
| 34 | Italia (bandiera) | D     | Alice Regis               | 2007 |  |  |
| 35 | Italia (bandiera) | D     | Adriana Gheliuc           | 2006 |  |  |
| 68 | Italia (bandiera) | C     | Giuliana Sirchia          | 2004 |  |  |
| 99 | Italia (bandiera) | P     | Silvia Omegna             | 2006 |  |  |

- Agustin Ceballos - Allenatore
- Alberto Ughetto - Vice allenatore
- Rizwan Muhammad - Assistente tecnico
- Alberto Ughetto - Preparatore atletico
- Andrea Dell'Anno - Preparatore dei portieri
- Waqas Mahmood - Fisioterapista
- Corrado Bertolo - Ortopedico
- Lyudmyla Vyhanyaylo - Responsabile tecnico settore giovanile
- Lavinia Coppe - Team Manager
- Oscar Gugnoni - Dirigente Tecnico
- Lorenzo Montevecchi - Direttore Amministrativo
- Gabriele Morello - Brand & Sponsorship Manager
- Stefano Ferrero - Direttore Sportivo

## Organico e staff 2021-2022

### Prima squadra femminile
| N° | Naz.              | Ruolo | Sportivo                  | Anno |  |  |
| -- | ----------------- | ----- | ------------------------- | ---- |  |  |
| 1  | Italia (bandiera) | P     | Ilaria Franco             | 1998 |  |  |
| 2  | Italia (bandiera) | D     | Giulia Casali             | 2006 |  |  |
| 3  | Italia (bandiera) | D     | Lyudmyla Vyhanyaylo       | 1980 |  |  |
| 4  | Italia (bandiera) | D     | Noemi Di Bella            | 2001 |  |  |
| 6  | Italia (bandiera) | C     | Catalina Costa (Capitano) | 1992 |  |  |
| 8  | Italia (bandiera) | D     | Silvia Caffaratti         | 2002 |  |  |
| 9  | Italia (bandiera) | A     | Monica Coggiola           | 2003 |  |  |
| 11 | Italia (bandiera) | D     | Chiara Di Bella           | 2003 |  |  |
| 16 | Italia (bandiera) | A     | Julieta Galli             | 1998 |  |  |
| 18 | Italia (bandiera) | D     | Sara Di Bella             | 2007 |  |  |
| 19 | Italia (bandiera) | D     | Isabella Betti Dall'Ava   | 1995 |  |  |
| 20 | Italia (bandiera) | C     | Maria Chiara Mulas        | 2003 |  |  |
| 21 | Italia (bandiera) | D     | Sasha Griglio             | 2001 |  |  |
| 22 | Italia (bandiera) | C     | Marta Palazzo             | 2006 |  |  |
| 23 | Italia (bandiera) | A     | Alessia Giuliana          | 2007 |  |  |
| 28 | Italia (bandiera) | C     | Giulia Bosco              | 2005 |  |  |
| 29 | Italia (bandiera) | C     | Giorgia Chiariello        | 2006 |  |  |
| 34 | Italia (bandiera) | D     | Alice Regis               | 2007 |  |  |
| 35 | Italia (bandiera) | D     | Adriana Gheliuc           | 2006 |  |  |
| 68 | Italia (bandiera) | C     | Giuliana Sirchia          | 2004 |  |  |
| 99 | Italia (bandiera) | P     | Silvia Omegna             | 2006 |  |  |

- Loris Perelli - Allenatore
- Kevin Dominino - Vice allenatore
- Matteo Schiavi - Vice allenatore
- Bruno Frassio - Preparatore atletico
- Lorenzo Montevecchi - Team Manager
- Gabriele Morello - Team Manager
- Lavinia Coppe - Team Manager
- Stefano Ferrero - Direttore Sportivo